# 叶一苇
叶一苇（1918年4月13日—2013年2月26日），字航之，号纵如，别署熟溪子、龙马山人等。浙江省武义人，中国篆刻家，也是诗人、学者和作家。曾任浙江文史馆研究员，西泠印社理事。生前居於杭州。

## 生平
1918年4月13日，叶一苇生于浙江省武义县（今属金华市）草马湖，出生贫寒。出生后仅六个月，父亲即病故。三岁时，母亲又不幸去世，由外祖母抚养成人。

## 主要著作
篆刻杂文：
- 《篆刻丛谈》
- 《篆刻丛谈续集》
- 《篆刻趣谈》
- 《雕虫札记》
- 《篆刻欣赏》
- 《一苇印话》
- 《一苇印踪》

篆刻学术性论著：
- 《中国的篆刻艺术与技巧》
- 《中国篆刻简史》
- 《篆刻学》
- 《中国篆刻史》

诗词作品：
- 《一苇诗词选》

印谱：
- 《孤琴篆刻谱》

## 命名
今武义县有武义叶一苇艺术馆（以叶一苇的名字命名），位于浙江省金华市武义县武川中路18号，是浙江省中部地区较为主要的艺术类博物馆。